# Старая Юмья
Старая Юмья — деревня в Алнашском районе Удмуртии, входит в Байтеряковское сельское поселение.
Население на 1 января 2008 года — 207 человек.

## Географические данные
Деревня располагается в юго-западной части района на правом берегу реки Тоймы. Находится в 18 км к югу от села Алнаши и в 104 км к юго-западу от Ижевска.

## История
По итогам десятой ревизии 1859 года в 47 дворах казённой деревни Юмья Старая (Юмья) Елабужского уезда Вятской губернии проживало 173 жителя мужского пола и 166 женского, располагалось сельское управление. В 1877 году открыт приход Христорождественской церкви села Асаново, в состав нового прихода среди прочих вошла деревня Юмья.
В 1921 году, в связи с образованием Вотской автономной области и Татарской АССР Елабужский уезд был разделён и деревня Старая Юмья отошла в состав Татарской АССР. В 1929 году в СССР начинается сплошная коллективизация, в процессе которой в деревне образована сельхозартель (колхоз) «Югыт». Позднее Постановлением Президиума ВЦИК от 20 июня 1932 года деревня в составе Староюмьинского сельсовета была передана Удмуртии.
- Михеев Евдоким Степанович (1908 г.р.) — кулак.
- Михеева Мария — член семьи кулака.
- Михеева Аграфена Степановна (1912 г.р.) — член семьи кулака.
- Михеева Зинаида Евдокимовна (1926 г.р.) — член семьи кулака.
- Шулакова Пелагея Дмитриевна (1922 г.р.) — колхозница. Арестована 29 декабря 1945 года. Приговор: 4 Года.

В 1950 году проводится укрупнение сельхозартелей колхоз «Югыт» упразднён, несколько соседних колхозов объединены в один колхоз «имени Калинина». В 1954 году Староюмьинский сельсовет упразднён и деревня перечислена в Байтеряковский сельсовет. В 1963 году Байтеряковский сельсовет упразднён и деревня причислена к Кучеряновскому сельсовету, а в 1964 году Кучеряновский сельсовет переименован в Байтеряковский сельсовет.
16 ноября 2004 года Байтеряковский сельсовет был преобразован в муниципальное образование «Байтеряковское» и наделён статусом сельского поселения.

## Социальная инфраструктура
- Староюмьинская начальная школа — 12 учеников в 2008 году[10]
- Староюмьинский детский сад
- Православный храм - Покровский молитвенный дом

## Люди, связанные с деревней
- Новиков Никифор Николаевич — уроженец деревни, призван Алнашским РВК в июне 1941 года. Отличился будучи телефонистом, под огнём противника восстанавливал линию связи, был дважды ранен, после выполнения задания поступил в госпиталь, умер от ран. Награждён орденом Красной Звезды[11].
- Лобанов Юрий Николаевич — уроженец деревни, член Союза художников России, лауреат Государственной премии Удмуртской Республики, автор государственной символики Удмуртской Республики — герба и флага.